# Monumento Aaron
O Monumento Aaron é uma obra de arte pública do artista Brian Maughan. Ele está localizado em frente ao estádio Miller Park, a oeste do centro de Milwaukee, Wisconsin.

## Descrição
A escultura retrata Hank Aaron, membro da equipa de basebol Milwaukee Brewers. A figura veste o uniforme dos vencedores da World Series de 1957: meias longas, calças largas na altura do joelho, uma camisa de manga curta com botão na frente e um boné. A escultura foi inaugurada em 5 de abril de 2001.